# Turbessel
Turbessel (europeização do topónimo turco Tilbeşar, e do árabe Tall Bāshir) é uma fortaleza medieval da província de Gaziantep, Região do Sudeste da Anatólia, Turquia.
Fazia parte do Império Bizantino, mas passou para o controlo de senhores arménios locais no final do século XI. Tomada pelo Condado de Edessa, foi uma das principais fortalezas dos condes francos e um senhorio vassalo do condado. Depois da queda da cidade de Edessa para o muçulmano Zengui, Turbessel tornou-se na principal cidade do que restava do condado, até eventualmente ter sido vendida ao imperador Manuel I Comneno em 1150. Caiu perante as forças de Noradine ainda no mesmo ano.